# Détroit de Gaspar
Le détroit de Gaspar est un détroit de la mer de Java séparant les îles de Bangka et Belitung en Indonésie. Il communique au nord avec la mer de Chine méridionale et au sud avec la mer de Java. Il est situé dans la province des îles Bangka Belitung. Toujours périlleux pour les navires, cet entonnoir aux eaux turquoise dissimule un chapelet de récifs.

## L'épave de Belitung
En 1998, des pêcheurs découvrirent un bloc de corail incrusté de morceaux de céramique, à environ 16 mètres de profondeur. D'une grande jarre, ils retirèrent plusieurs bols intacts. Ces plongeurs venaient d'effectuer par hasard la plus grande découverte archéologique sous-marine jamais réalisée en Asie du Sud-Est : un boutre arabe du IXe siècle, chargé de plus de 60 000 objets en or et en argent, et de céramiques fabriquées sous la dynastie Tang. Le bateau et son chargement, baptisés « épave de Belitung » attestaient que la Chine des Tang produisait en série des articles commerciaux qu'elle exportait par la mer. Des marins arabes parcouraient à l'évidence la route maritime de la soie, commerçant à grande échelle et sur de longues distances. On ignore le port de départ et la destination du boutre. La plupart des spécialistes pensent qu'il se rendait au Moyen-Orient, probablement depuis Guangzhou (Canton), le plus important port de la route maritime de la soie. Beaucoup d'Arabes et de Persans vivaient à Guangzhou au IXe siècle. Parmi les dizaines de milliers de bols retrouvés dans l'épave, l'un portait cette inscription : « Le seizième jour du septième mois de la deuxième année du règne de Baoli », soit 826 apr. J.-C. Le caractère de fabrication en série de la cargaison et la diversité géographique de sa production laissent penser qu'il s'agissait d'articles d'exportation, fabriqués sur commande.